# Palo Colorado, Guanajuato
Palo Colorado är en ort i Mexiko.   Den ligger i kommunen San Miguel de Allende och delstaten Guanajuato, i den centrala delen av landet, 240 km nordväst om huvudstaden Mexico City. Palo Colorado ligger 2 005 meter över havet och antalet invånare är 1 172.
Terrängen runt Palo Colorado är kuperad åt nordost, men åt sydväst är den platt. Terrängen runt Palo Colorado sluttar västerut. Runt Palo Colorado är det ganska tätbefolkat, med 96 invånare per kvadratkilometer. Närmaste större samhälle är San Miguel de Allende, 10,4 km söder om Palo Colorado. Omgivningarna runt Palo Colorado är en mosaik av jordbruksmark och naturlig växtlighet.